# Informers
Pour plus de détails, voir Fiche technique et Distribution.
Informers (The Informers) est un film américano-allemand réalisé par Gregor Jordan, sorti en 2008. C'est une adaptation du recueil de nouvelles Zombies (dont le titre original est The Informers, 1994), de Bret Easton Ellis.

## Synopsis
Dans les années 1980, Los Angeles est une ville gouvernée par le sexe, la drogue, argent et le pouvoir. Chaque jeunesse est perdue, chaque amour est éphémère, chaque nuit est une fuite en avant. Mais un jour, pendant une fête, tout ceci va s'avérer mortel...

## Fiche technique
- Titre original : The Informers
- Titre français : Informers
- Réalisation : Gregor Jordan
- Scénario : Bret Easton Ellis et Nicholas Jarecki, d'après le roman Zombies, de Bret Easton Ellis
- Musique : Christopher Young
- Photographie : Petra Korner
- Montage : Robert Brakey
- Production : Marco Weber
- Producteur exécutifs : Vanessa Coifman, Bret Easton Ellis, Jere Hausfater, Nicholas Jarecki, Samson Muckee et Brian Young
- Société de production : Senator Entertainment Co
- Société de distribution : Senator Distribution
- Pays :  États-Unis &  Allemagne
- Langue : Anglais
- Format : Couleur - Dolby Digital - 35 mm - 2.35:1
- Genre : Drame
- Durée : 98 min
- Dates de sortie en salles : 
  -  Espagne : octobre 2008 (Sitges International Fantastic Film Festival)
  -  États-Unis : 5 novembre 2008 (American Film Market) • 22 janvier 2009 (Sundance Film Festival) • 31 janvier 2009 (Santa Barbara Film Festival) • 24 avril 2009 (sortie limitée) • 25 août 2009 (première DVD)
  -  Allemagne :  5 février 2009 (European Film Market)
  -  Royaume-Uni : 17 juillet 2009
  -  France : 7 septembre 2010 (première DVD)[1]

## Distribution
- Billy Bob Thornton (VF : Gérard Darier) : William Sloan
- Kim Basinger (VF : Emmanuèle Bondeville) : Laura Sloan
- Mickey Rourke (VF : Michel Vigné) : Peter
- Jon Foster (VF : Axel Kiener) : Graham Sloan
- Amber Heard (VF : Sybille Tureau) : Christie
- Chris Isaak (VF : Bernard Lanneau) : Les Price
- Winona Ryder (VF : Claire Guyot) : Cheryl Moore
- Brad Renfro (VF : Ludovic Baugin) : Jack
- Cameron Goodman : Susan Sloan
- Lou Taylor Pucci : Tim Price
- Mel Raido (VF : Alexis Victor) : Bryan Metro
- Rhys Ifans (VF : Jean-François Vlérick) : Roger
- Austin Nichols : Martin
- Theo Rossi : Spaz
- Aaron Himelstein : Raymond
- Jessica Stroup : Rachel
- Angela Sarafyan : Mary
- Simone Kessell (VF : Sandra Valentin) : Nina Metro
- Diego Klattenhoff : Dirk
- Peter Scanavino : Léon

## Autour du film
- Le film est dédié à la mémoire de l'acteur Brad Renfro. Cet acteur avait connu la notoriété à l'âge de 10 ans, grâce à son rôle de Mark Sway dans le film de Joel Schumacher, Le Client (1994) aux côtés de Susan Sarandon et Tommy Lee Jones. Après le film Sleepers, aux côtés de Brad Pitt, Robert De Niro, Kevin Bacon et Dustin Hoffman (1996), sa carrière devint chaotique en raison de ses problèmes de drogue. Ce dernier rôle dans The Informers était, hélas, prémonitoire, puisqu'il décéda, le 15 janvier 2008, d'une overdose d'héroïne, avant la sortie du film.